# اوکتور-ایروتکنیک
 اوکتور-ایروتکنیک (به انگلیسی: Evektor-Aerotechnik) یک شرکت سازنده‌ی هواگرد است که در شهر کونوویتسه جمهوری چک قرار دارد. این شرکت طیف وسیعی از هواپیماهای سبک، آموزشی، فوق سبک و الکتریکی را تولید می‌کند.
همچنین این شرکت در حال توسعه هواپیمای ۹-۱۴ نفره توربوپراپ اوکتور ئی‌وی-۵۵ اوت‌بک است.